# Réforme électorale hongkongaise de 2014

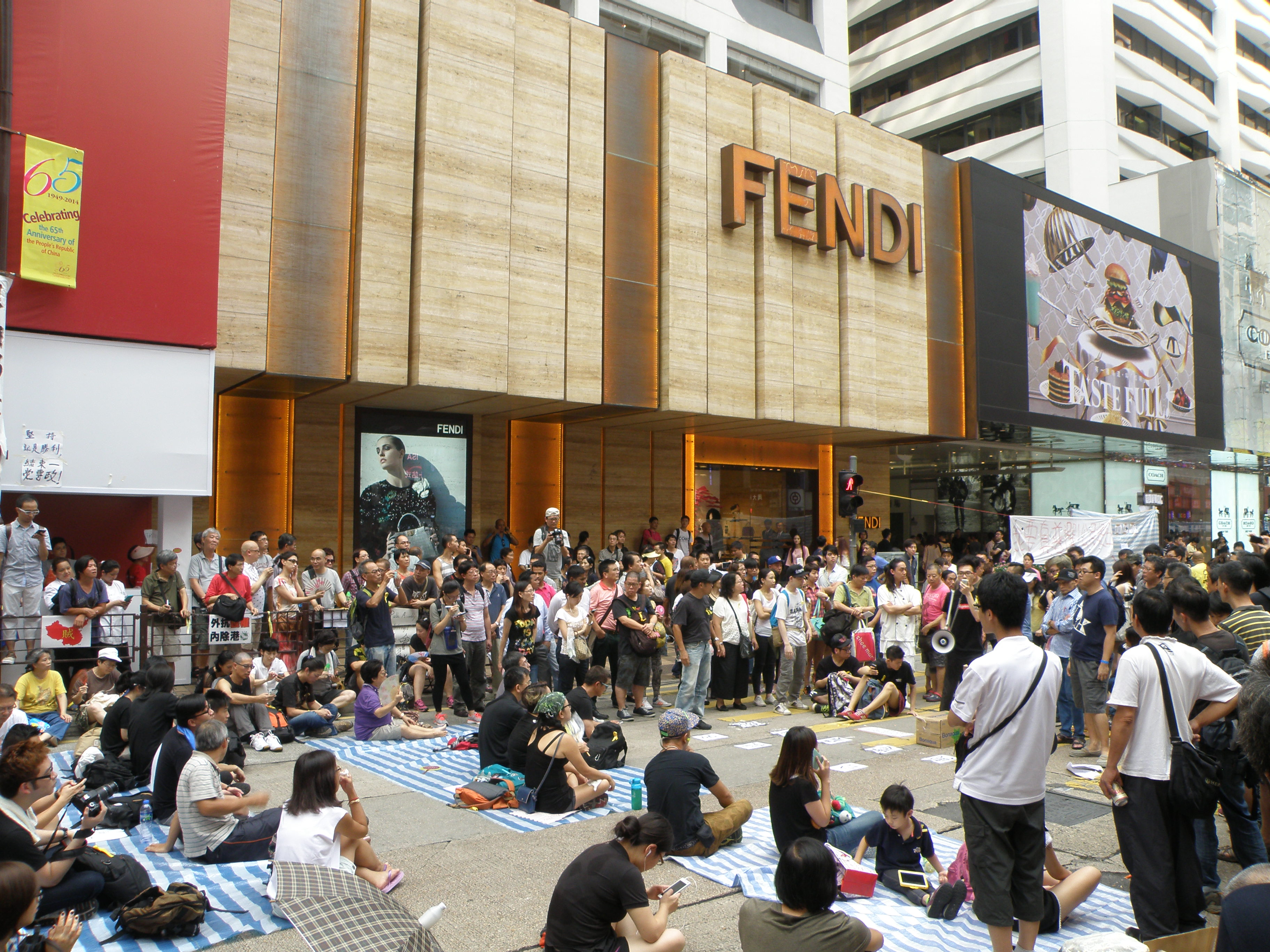
Participants d.

La réforme électorale hongkongaise de 2014 est un débat public concernant l'élection législative hongkongaise de 2016 et l'élection du Chef de l'exécutif hongkongais de 2017 (en).
Selon une décision prise par le Comité permanent de l'Assemblée nationale populaire, l'élection du Chef de l'exécutif pourrait se faire au suffrage universel. Les modalités d'application de ce suffrage sont l'enjeu actuel des débats publics. Plusieurs groupes se sont réunis pour créer le mouvement Occupy Central with Love and Peace (en), un occupy movement visant à faire pression sur le gouvernement de Pékin afin d'établir un suffrage « authentique » a été initié par le pan-democracy camp ainsi que l'Alliance for Peace and Democracy (en). Un mouvement anti-occupy s'est également formé, soutenu par le pro-Beijing camp (en).

## Contexte

### 1980-1990
La Loi fondamentale de la région administrative spéciale de Hong Kong est écrite au cours des années 1980. Lors de l'adoption de la loi en 1990, l'élection par suffrage universel est garantie par les articles 45 et 68.
L'élection du Chef de l'exécutif de Hong Kong et du Conseil législatif (LegCo) est l'objet de débats depuis la Déclaration commune sino-britannique sur la question de Hong Kong de 1997, amenant le transfert de la gestion de Hong Kong à la Chine. L'annexe I de la Déclaration spécifie que le Chef de l'exécutif ainsi que la législature de la future Hong Kong Special Administrative Region (HKSAR) doit se faire par élection.

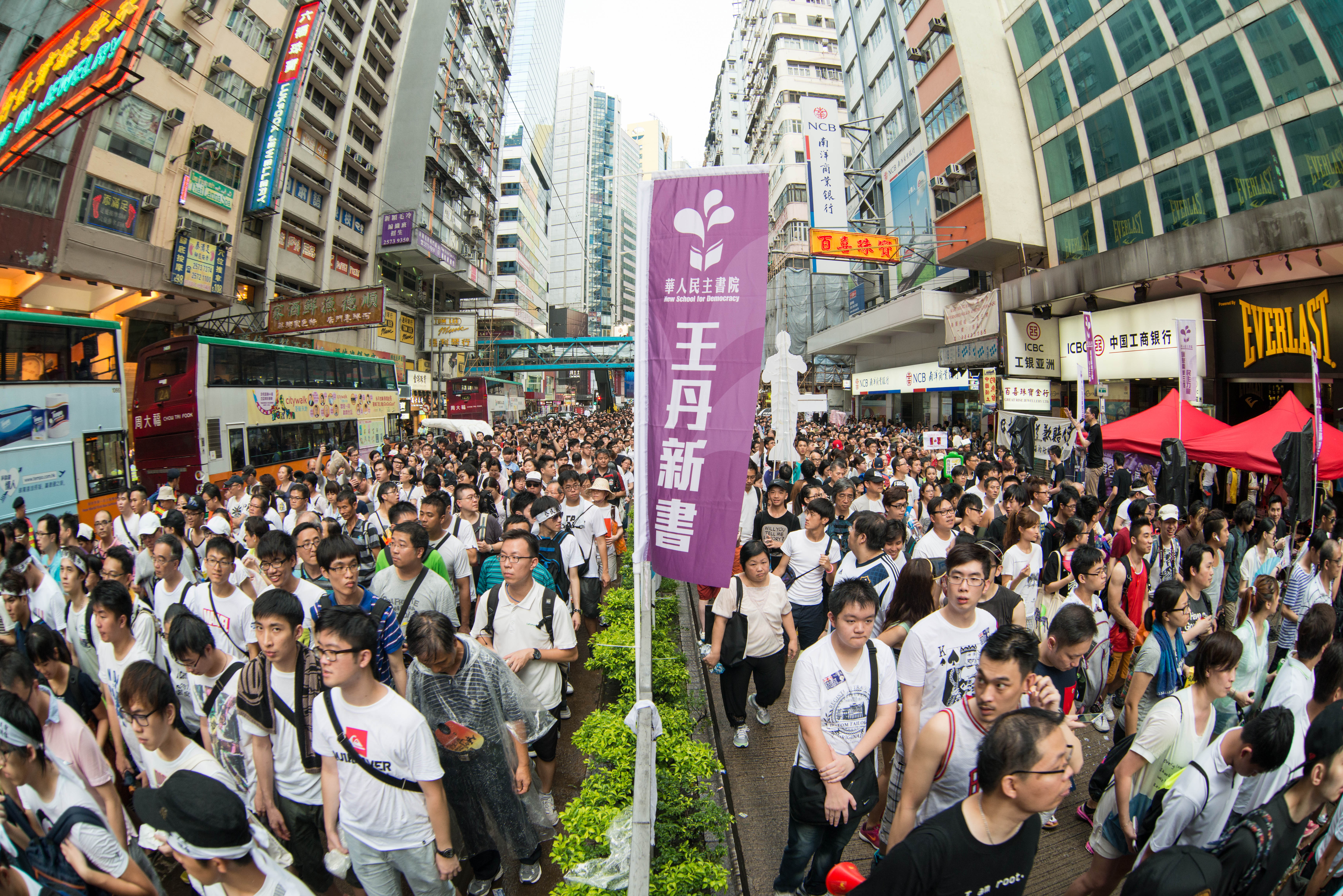
Participants à la marche du 1er juillet 2014.

Après le transfert de souveraineté, le pan-democracy camp reçoit systématiquement environ 60 % d'appui au sein de la population, mais est cantonné dans l'opposition. Le parti organise des marches le 1er juillet de chaque année pour revendiquer le respect des articles de la Loi fondamentale.

### 2007
En juillet 2007, le gouvernement de Donald Tsang publie le document de consultation publique Green Paper on Constitutional Development (en) sur les modalités d'implantation d'un suffrage universel en 2017. Un rapport a été produit au Comité permanent de l'Assemblée nationale populaire en décembre de la même année. À la suite de ce dernier, le Comité a rendu la décision suivante :

« L'élection du cinquième Chef de l'exécutif de la région administrative de Hong Kong en l'an 2017 devra se faire au suffrage universel. Après une telle élection du Chef de l'exécutif, l'élection du Conseil législatif devra se faire de même. »

La décision du Comité a exclu les élections de 2012 au suffrage universel, mais ouvre la porte à de telles élections en 2017 et 2020.
Bien que le pan-democracy camp a contesté la décision d'exclure les élections au suffrage universel de 2007/2008 et de 2012, le Democratic Party (en) a, quant à lui, obtenu une entente de réforme électorale (en) permettant des changements mineurs lors des élections de 2012.

## Réactions internationales

### États-Unis

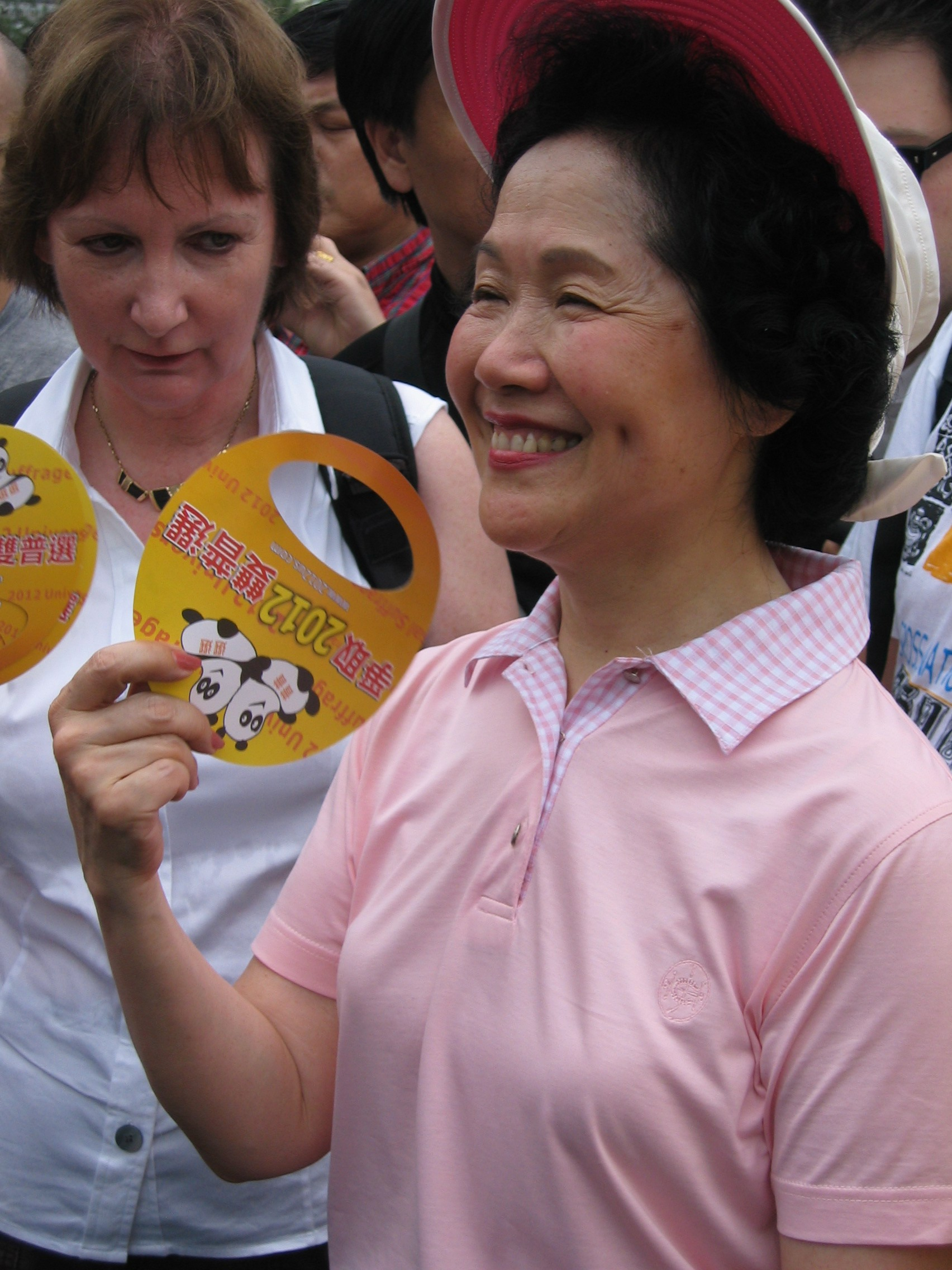
Anson Chan (2007).

En avril 2014, l'ancien Premier secrétaire de l'administration Anson Chan et le fondateur du Democratic Party (en) Martin Lee se sont rendus aux États-Unis pour rencontrer à la Maison-Blanche le vice-président Joe Biden. Les militants ont dénoncé le contrôle grandissant de Hong Kong par le gouvernement de Pékin et leurs craintes que les candidats pour l'élection de 2017 ne soit présélectionnés par ce dernier. Lee et Chan ont également exprimé une certaine préoccupation concernant la liberté de la presse à Hong Kong, soulignant que des actions violentes ont été entreprises envers des journalistes et affirmant que Pékin fait pression sur les publicitaires pour étouffer toute critique médiatique[réf. souhaitée].